# Orcades (Schiff, 1948)
Die Orcades (III) war ein 1948 in Dienst gestelltes Passagierschiff der britischen Reederei Orient Steam Navigation Company, das im Passagier- und Postverkehr von Großbritannien nach Australien und Neuseeland eingesetzt wurde. Sie war das bis dahin größte Schiff in der Geschichte der Reederei. Später diente sie auch als Kreuzfahrtschiff und wurde schließlich 1973 in Taiwan verschrottet.

## Das Schiff
Das Dampfturbinenschiff Orcades wurde auf der Werft Vickers-Armstrong in der englischen Hafenstadt Barrow-in-Furness gebaut. Das 216,71 Meter lange und 28,49 Meter breite Passagier- und Frachtschiff hatte einen maximalen Tiefgang von 9,4 Metern und war ein Zweiklassenschiff mit Kapazitäten für 773 Passagiere in der Ersten Klasse und 772 in der Touristenklasse. Sie war das dritte Schiff der Orient Line, das diesen Namen trug. Er basierte auf einem antiken Namen für die Orkney-Inseln. Die Orcades hatte ein Schwesterschiff, die Oronsay (II) (27.632 BRT), die bei der gleichen Werft entstand und 1951 fertiggestellt wurde.
Sie waren die beiden ersten Schiffe, die die Orient Line nach dem Zweiten Weltkrieg in Dienst stellte, und die bis dahin größten der Reederei. Die Orcades war bautechnisch weitestgehend identisch mit der Himalaya (III) der Reederei P&O, die zur gleichen Zeit bei Vickers-Armstrong konstruiert wurde. Ihre Decksaufbauten hatten aber ein völlig neues Design, da die Brücke mittschiffs direkt vor dem Schornstein saß und der Mast direkt über der Brücke installiert war.
Die Orcades wurde von einem Set von sechs Dampfturbinen angetrieben, die auf zwei Schrauben wirkten. Die Reisegeschwindigkeit lag bei 22 Knoten, wobei bei den Probefahrten im November 1948 eine Geschwindigkeit von 24,7 Knoten erreicht wurde. Die Baukosten des Ozeandampfers beliefen sich auf insgesamt 3.418.000 Pfund Sterling.

## Geschichte

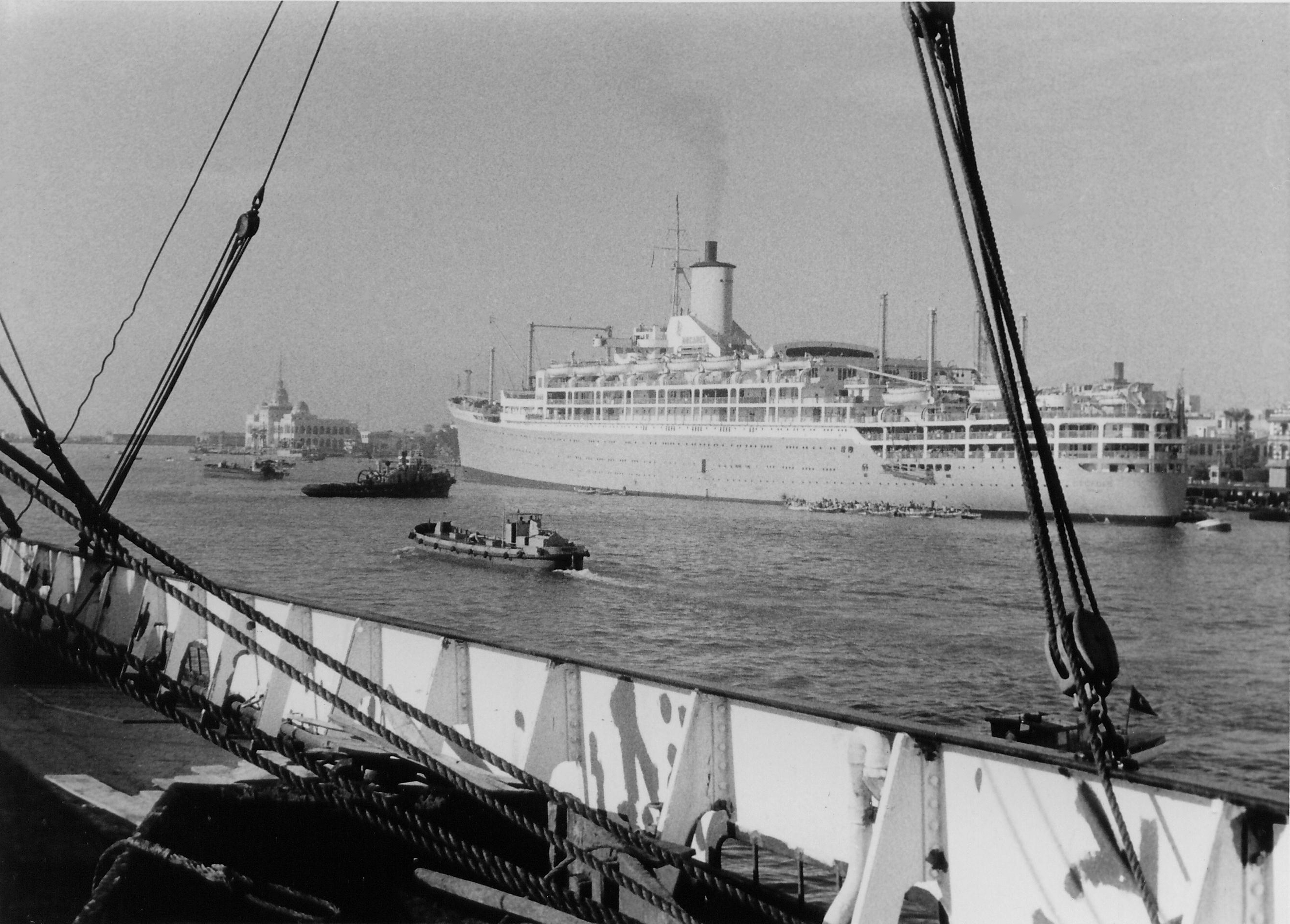
Die Orcades, 1957 in Port Said

Die Orcades lief am 14. Oktober 1947 bei Vickers-Armstrong vom Stapel, wurde am 14. November 1948 fertiggestellt und lief am 14. Dezember 1948 in Tilbury zu ihrer Jungfernfahrt über Gibraltar, Neapel, Port Said, Aden und Colombo nach Fremantle, Adelaide, Melbourne, Sydney und Auckland aus. Sie war das erste große Passagierschiff, das nach Kriegsende in Australien eintraf. Das Schiff war über die folgenden sechs Jahre hauptsächliche im Auswandererverkehr nach Australien und Neuseeland tätig und beförderte in dieser Zeit unzählige Auswanderer. 1954 wurde am Schornstein ein Ofenrohr aufgesetzt, um den austretenden Rauch zu minimieren. Dadurch wirkte der Schornstein in seiner Dimension noch größer. Im August 1955 lief die Orcades zu ihrer ersten Fahrt nach Neuseeland via Panamakanal aus kehrte über den Sueskanal nach Großbritannien zurück. Während der Olympischen Sommerspiele 1956 diente die Orcades in Melbourne als Wohnschiff.
1959 fanden bei Harland & Wolff Modernisierungen am Schiff statt. Es wurde ein neuer Swimmingpool für die Erste Klasse eingebaut, und das ganze Schiff wurde mit einer Klimaanlage ausgestattet. Die Passagierunterkünfte wurden für 631 Passagiere Erster Klasse und 734 Passagiere in der Touristenklasse umgestaltet. Der Rauminhalt erhöhte sich durch die Umbauten von bisher 28.164 BRT auf 28.396 BRT. Im Jahr darauf fusionierte die Orient Line mit P&O und die Flotten der beiden Gesellschaften wurden zusammengelegt.
1964 wurde das Schiff erneut renoviert und in ein Einklassenschiff mit Betten für 1635 Reisende umgewandelt. Der Grill Room der Ersten Klasse wurde in ein Kino mit 157 Sitzen umgebaut. Der bisher traditionell maisfarben gestrichene Rumpf wurde weiß angestrichen. Im Mai 1964 startete die Orcades ihre erste Fahrt als Einklassenschiff. Von da an wurde sie neben ihren regulären Fahrten außerdem für Kreuzfahrten eingesetzt. 1966 kam das Schiff unter die Kontrolle von P&O, die die Mehrheit der Anteile der Orient Line übernommen hatte.
Als die Orcades im April 1972 während einer Kreuzfahrt in Hongkong vor Anker lag, brach im Kesselraum ein Feuer aus, das großen Schaden anrichtete. Teile des P&O-Schiffs Iberia, das in Großbritannien aufgelegt war, wurden demontiert und nach Hongkong geflogen, um als Ersatzteile zu dienen. Nach den Reparaturen fuhr das Schiff nach Australien weiter und verließ Sydney am 3. Juni 1972 zum letzten Mal. Am 13. Oktober 1972 wurde es außer Dienst gestellt und im Solent aufgelegt. Einige Monate später wurde das alte Schiff an die taiwanesische Abwrackwerft Nan Feng Steel Enterprises verkauft. Am 6. Februar 1973 traf es in Kaohsiung ein, wo am 15. März die Abbrucharbeiten begannen.